# Hiromi Miyake
Hiromi Miyake (jap. 三宅宏実 Miyake Hiromi; ur. 18 listopada 1985 w Niiza) – japońska sztangistka, dwukrotna medalistka igrzysk olimpijskich i mistrzostw świata.
Startuje w kategorii do 48 kg. W 2012 roku wywalczyła srebrny medal podczas igrzysk olimpijskich w Londynie, przegrywając tylko z Chinką Wang Mingjuan. Na rozgrywanych cztery lata później igrzyskach olimpijskich w Rio de Janeiro zdobyła brązowy medal. W zawodach tych wyprzedziły ją Sopitę Tanasan z Tajlandii i Sri Wahyuni Agustiani z Indonezji. Zdobyła ponadto brązowe medale w tej samej kategorii wagowej na mistrzostwach świata w Santo Domingo w 2006 roku i rozgrywanych w 2015 roku mistrzostwach świata w Houston. Brała też udział w igrzyskach olimpijskich w Atenach w 2004 roku (9. miejsce), igrzyskach w Pekinie w 2008 roku (4. miejsce) i igrzyskach w Tokio w 2010 roku (nie ukończyła).

## Osiągnięcia
| Rok  | Zawody               | Miasto         | Miejsce | Wynik  |
| ---- | -------------------- | -------------- | ------- | ------ |
| 2006 | Mistrzostwa świata   | Santo Domingo  | 3       | 188 kg |
| 2012 | Igrzyska olimpijskie | Londyn         | 2       | 197 kg |
| 2016 | Igrzyska olimpijskie | Rio de Janeiro | 3       | 188 kg |